# Scandix pecten-veneris subsp. pecten-veneris
Scandix pecten-veneris subsp. pecten-veneris é uma subespécie de planta com flor pertencente à família Apiaceae.

## Portugal
Trata-se de uma subespécie presente no território português, nomeadamente em Portugal Continental, no Arquipélago dos Açores e no Arquipélago da Madeira.
Em termos de naturalidade é nativa de Portugal Continental e do Arquipélago da Madeira e possivelmente invasora no Arquipélago dos Açores.

## Protecção
Não se encontra protegida por legislação portuguesa ou da Comunidade Europeia.